# Maksim Dyłdin
Maksim Siergiejewicz Dyłdin (ros. Максим Сергеевич Дылдин; ur. 19 maja 1987 w Permie) – rosyjski lekkoatleta, sprinter, srebrny medalista halowych mistrzostw Europy (2007) w sztafecie 4 × 400 m. Złoty medalista w sztafecie 4 × 400 m na mistrzostwach Europy w Barcelonie, mistrz Rosji w biegu na 400 metrów (2007).
W 2016 roku wykryto u Denisa Aleksiejewa, z którym Dyłdin biegł w sztafecie środki niedozwolone i w konsekwencji odebrano sztafecie rosyjskiej 4 × 400 brązowy medal.

## Sukcesy
| Rok  | Zawody                                  | Miasto     | Miejsce    | Konkurencja        | Czas    |
| ---- | --------------------------------------- | ---------- | ---------- | ------------------ | ------- |
| 2006 | Mistrzostwa świata juniorów             | Pekin      |            | Sztafeta 4 × 400 m | 3:05,13 |
| 2007 | Halowe mistrzostwa Europy               | Birmingham |            | Sztafeta 4 × 400 m | 3:08,10 |
| 2007 | Młodieżowe mistrzostwa Europy           | Debreczyn  |            | Sztafeta 4 × 400 m | 3:02,13 |
| 2008 | Halowy puchar Europy                    | Moskwa     |            | Bieg na 400 m      | 46,60   |
| 2008 | Halowe mistrzostwa świata               | Walencja   | 5.         | Bieg na 400 m      | 46,79   |
| 2008 | Igrzyska olimpijskie                    | Pekin      | DSQ        | Sztafeta 4 × 400 m | 2:58,06 |
| 2010 | Superliga drużynowych mistrzostw Europy | Bergen     | 1. miejsce | sztafeta 4 × 400 m | 3:01,72 |
| 2010 | Mistrzostwa Europy                      | Barcelona  | 1. miejsce | sztafeta 4 × 400 m | 3:02,14 |
| 2012 | Igrzyska olimpijskie                    | Londyn     | półfinał   | bieg na 400 m      | 45,39   |
| 2013 | Mistrzostwa świata                      | Moskwa     | 3. miejsce | sztafeta 4 × 400 m | 2:59,90 |
| 2014 | Mistrzostwa Europy                      | Zurych     | półfinał   | bieg na 400 m      | 46,05   |
| 2014 | Mistrzostwa Europy                      | Zurych     | 2. miejsce | sztafeta 4 × 400 m | 2:59,38 |

## Rekordy życiowe
- Bieg na 400 metrów – 45,01 (2012)
- Bieg na 300 metrów (hala) – 32,93 (2008)
- Bieg na 400 metrów (hala) – 46,22 (2008)
- bieg na 500 metrów (hala) – 1:01,28 (2008)
- bieg na 600 metrów (hala) – 1:16,93 (2012)

Dyłdin, razem z kolegami z reprezentacji jest aktualnym rekordzistą Rosji w sztafecie 4 × 400 metrów – 2:58,06 (2008).